# 蘇莫者
蘇莫者（そまくしゃ）は、雅楽の左方 :唐楽の曲名の一つ。
唐楽 盤渉調で、管絃と舞楽がある。
舞楽は舞人1人による走舞である。山の神あるいは老猿を表す金色の面をつけ、左手に霊芝のような桴(ばち)を持って舞うのが特徴である。
舞楽の構成としては序と破から成り、このうち破の楽章は管絃としても演奏される。